# Bonczos István
Bonczos István álnevei: Bognár Imre, Köleséri István, Szentmiklósi István, Szalontai István (Nagyszalonta, 1912. február 4. – Nagyszalonta, 1979. május 21.) magyar író. Felesége, Nagy Ilona író.

## Életútja
Szülővárosában öt elemit és három év inasiskolát végzett, majd kőműves lett. Korán bekapcsolódott a Kommunisták Romániai Pártja (KRP) illegális munkájába. Politikai üldöztetés miatt a Szovjetunióba menekült, s az érettségit 1941-ben Kisinyovban tette le. A második világháború alatt mint almérnök megfordult a Szovjetunió ázsiai területein is, megtanulta a karakalpak, üzbég, kazak és türkmén nyelvet.
Hazatérve az ARLUS és a Magyar Népi Szövetség (MNSZ) aktivistája, majd a nagyváradi Új Élet újságírója, 1949-től 1951-ig az Utunk irodalmi rovatvezetője. Először az Utunkban (1949) jelentkezett szépprózával, majd számos hazai lap közölte novelláit, karcolatait, meséit, irodalmi riportjait, színműveit, kisregényét és műfordításait. Írói érdeklődése széles, belefér az 1919-es Tanácsköztársaságtól napjainkig eltelt félszáz év, s az alföldi és érmelléki parasztok és földmunkások világától a szovjet Moldováig és türkmén földig terjed. Idegen tőle minden mesterkéltség, viszont a művészi megmunkálás igénytelensége hátrányára válik; naturalizmusát és "retusáló" módszerét keményen bírálta Szabédi László, írásainak dokumentumértéke azonban elvitathatatlan.

## Munkái
- Szovjet földön (két elbeszélés, 1949)
- Kubikosok (két elbeszélés, 1949)
- Törik a jég (karcolatok, 1951)
- Egyszerű történetek (Bognár Imre álnéven, elbeszélések, 1954)
- Kinyílott a rozmaring (Bognár Imre álnéven, ifjúsági regény, 1955)
- Érmelléki gyerekek (ifjúsági regény, 1958)
- Egy piros hajnalon (elbeszélések, karcolatok, 1959)
- A vonat megy... (regény, 1960)
- Biri és Fickó; Ifjúsági, Bukarest, 1961 (Napsugár könyvek)
- A rézhajú lány (elbeszélések, 1962)
- Tiszta öröm; Ifjúsági, Bukarest, 1965 (Napsugár könyvek)